# Seznam angleških filmskih režiserjev
Seznam angleških filmskih režiserjev.

## A
- Julius Amedume ?
- Jon Amiel
- Lindsay Anderson
- Michael Anderson
- Paul W. S. Anderson
- Ken Annakin
- Michael Apted
- Amma Asante
- Richard Attenborough

## B
- Banksy
- Simon Bird
- Andrew Birkin
- Robert Bolt
- John Boorman
- Roy Boulting
- Danny Boyle
- Alan Bridges
- Peter Brook (zlasti gledališki režiser 1925-2022)
- Nick Broomfield

## C
- Alberto Cavalcanti (Brazilec)
- Charlie Chaplin
- Charles Chrichton
- Thomas Clay

## D
- Stephen Daldry
- Terence Davies
- Basil Dearden
- Clive Donner

## F
- Mike Figgis
- Dexter Fletcher
- Stephen Frears
- Rupert Friend

## G
- Alex Garland
- Lewis Gilbert
- Sidney Gilliat
- Peter Greenaway
- Paul Greengrass
- John Guillermin

## H
- David Hare
- William Heath Robinson (animator)
- Mark Herman
- Alfred Hitchcock
- Harry Hook
- Hugh Hudson (1936–2023)

- Armando Iannucci (1963, Škot)

## J
- Mick Jackson
- Derek Jarman
- Roland Joffé

## K
- Alexander Korda
- Peter Kosminsky

## L
- Stan Laurel
- Hugh Laurie
- David Lean
- Mike Leigh
- David Leland
- Ken Loach
- Kim Longinotto
- Adrian Lyne

## M
- Joe Marcantonio
- James Marsh
- Neil Marshall
- Anthony Minghella (1954-2008)
- Marc Munden

## N
- Ronald Neame
- Mike Newell
- Christopher Nolan

## P
- Nick Park
- Alan Parker
- Oliver Parker
- Karim Patwa
- George Pearson (1875-1973)
- Michael Powell

## R
- Michael Radford
- Carol Reed
- Karel Reisz
- Nicholas Roeg
- Paul Rotha
- Ken Russell

## S
- Victor Saville
- John Schlesinger
- Harold Snoad
- Ridley Scott

## T
- Julien Temple
- Louis Theroux
- J. Lee Thompson

## W
- Peter Watkins
- Michael Winner
- Michael Winterbottom